# Trollträsket, Lappland
Trollträsket är en sjö i Arvidsjaurs kommun i Lappland och ingår i Åbyälvens huvudavrinningsområde. Sjön har en area på 0,164 kvadratkilometer och ligger 351,1 meter över havet. Trollträsket ligger i Åbyälven Natura 2000-område. Sjön avvattnas av vattendraget Åbyälven.

## Delavrinningsområde
Trollträsket ingår i det delavrinningsområde (729563-167434) som SMHI kallar för Utloppet av Trollträsket. Medelhöjden är 367 meter över havet och ytan är 10,66 kvadratkilometer. Räknas de 9 avrinningsområdena uppströms in blir den ackumulerade arean 173,81 kvadratkilometer. Avrinningsområdets utflöde Åbyälven mynnar i havet. Avrinningsområdet består mestadels av skog (40 procent) och sankmarker (44 procent). Avrinningsområdet har 1,05 kvadratkilometer vattenytor vilket ger det en sjöprocent på 9,8 procent.